# Драгоценный подарок
«Драгоценный подарок» — советский полнометражный цветной стереоскопический музыкальный художественный фильм-комедия, поставленный на Московской киностудии художественных фильмов имени М. Горького в 1956 году режиссёром Александром Роу.
Премьера фильма состоялась в июле 1956 года.

## Сюжет
Свой день рождения Карп Трофимович Сидоренко решил отметить с друзьями на рыбалке. В этот же день с Дальнего Востока, с реки Амур, приезжает в гости его племянник Саша Ватрушкин и привозит огромную живую щуку. И вот дочь Маша, сын Петя и сам Саша решают сделать виновнику торжества драгоценный подарок, незаметно прицепив эту щуку ему на крючок. Но сначала случайно прицепили не на ту удочку. В итоге же драгоценным подарком становится кое-что другое…

## В ролях
- Владимир Володин — Карп Трофимович Сидоренко
- Галина Степанова — Евдокия Ивановна Сидоренко
- Лилия Лазукова — Маша Сидоренко
- Александр Лебедев — Петя Сидоренко
- Лев Фричинский — Саша Ватрушкин
- Мария Миронова — Леокадия Михайловна (тётя Лёка)
- Михаил Кузнецов — Пётр Петрович Сперантов
- Вера Орлова — Тамара Васильевна Сперантова, жена Сперантова
- Рина Зелёная — Настя, домработница у Сперантовых
- Георгий Милляр — профессор Утятин
- Эммануил Геллер — аптекарь
- Татул Дилакян — шофёр такси

### В эпизодах
- Владислав Баландин — влюблённый на скамейке
- Николай Блащук
- Николай Горлов
- Александр Жуков — Александр Иванович, рыбак
- Элеонора Прохницкая (в титрах указана как — Э. Прахницкая)
- Иван Рыжов
- Александр Тимонтаев — рыбак в очках и соломенной шляпе
- Л. Трактовенко
- Михаил Щербаков — рыбак
- Аркадий Цинман — эпизод

## Съёмочная группа
- Сценарий — Александра Филимонова
- Режиссёр-постановщик — Александр Роу
- Операторы — Дмитрий Суренский, Константин Арутюнов
- Композитор — Анатолий Лепин
- Художник — Юрий Швец
- Звукооператор — Анатолий Дикан
- Режиссёры — Генрих Оганесян, З. Данилова
- Художник-гримёр — А. Иванов
- Монтаж — Ксении Блиновой
- Редактор — Валерия Погожева
- Консультант по рыболовному спорту — Д. Самарин
- Ассистент оператора — А. Масленников
- Оператор комбинированных съёмок — Л. Сазонов
- Оркестр Главного Управления по производству фильмов
  - Дирижёр — Арнольд Ройтман
- Директор картины — Андрей Демьяненко

## Технические данные
- Художественный фильм, стереоскопический, цветной.

## Видеоиздания
- 2005 — на DVD, дистрибьютор Grand Records, в серии «Наша комедия»[источник не указан 2177 дней].